# Фабиани, Макс
Макс Фабиа́ни, Максимилиан, Массимо Фабиани (итал. Max Fabiani, Massimo Fabiani; 29 апреля 1865, Кобдиль, Словения — 14 августа 1962, Гориция) — архитектор и градостроитель итальянско-австрийского происхождения. Своим творчеством представлял в Словении архитектурный стиль Венского Сецессиона.

## Биография
Родился в 1865 году в деревне Кобдиль, близ городка Штаньель в провинции Горица и Градишка Австрийской империи (пограничные словенско-итальянские земли), в семье крупного землевладельца из Бергамо (Ломбардия, Северная Италия) и Шарлотты фон Кофлер, аристократки тирольского происхождения. Максимилиан Фабиани вырос в космополитической трёхъязычной среде: помимо итальянского языка его семьи, и словенского языка социальной среды, он в молодом возрасте выучил немецкий.
Богатая семья могла дать хорошее образование своим четырнадцати детям. Макс посещал начальную школу в Кобдиле и Реальную школу (Realschule) на немецком и словенском языках в Любляне, где он был лучшим учеником в классе в течение семи лет. Высшее образование получил в Вене, в Строительной школе (Bauschule) и Высшей технической школе (Technische Hochschule), получив в 1892 году диплом архитектора. Между 1892 и 1894 годами Макс Фабиани совершил длительную поездку по странам Средиземноморья (Греция, Италия) и Северной Европы (Франция, Бельгия, Англия), чтобы завершить свое обучение в качестве архитектора и градостроителя; во время пребывания в Риме он познакомился с Й. М. Ольбрихом (будущим автором здания венского Сецессиона, 1898—1899). Вернувшись в Вену, Макс Фабиани два года (1895—1896) проработал в студии Отто Вагнера, одновременно стал преподавать в Высшей технической школе, сначала на кафедре композиции, затем в качестве преподавателя истории архитектуры (1898—1899) и композиции орнамента (1910—1917).
Первой самостоятельной работой Фабиани стал генеральный план реконструкции Любляны разрушенной землетрясением 1895 года. По его проектам в Любляне в 1903—1907 годах построено несколько зданий, принесших ему известность в Словении. В 1899 году Фабиани разработал генеральный план застройки Белицы (ныне польский город Бельско-Бяла). В 1917 году стал профессором Венского университета.
Призванный на службу в австрийскую императорскую армию в 1914 году, в последующие два года Фабиани был членом Комитета по делам итальянских беженцев; между 1917 и 1922 годами он отвечал за реконструкцию города Изонтино (сначала от правительства Австрии, а затем от правительства Италии) после ущерба, нанесённого войной. В 1918 году Фабиани оставил должность профессора в Венском университете и решил поселиться в Гориции, которая была присоединена к Королевству Италии, получив таким образом итальянское гражданство.
В 1921 году Фабиани стал членом итальянского фашистского движения. Причина, по которой он присоединился к только что основанной в ноябре 1921 года Национальной фашистской партии Италии, и его политические взгляды, в то время как его сын был заключен в тюрьму по обвинению антифашистской деятельности, остаются неясными и противоречивыми. В конце 1935 года Фабиани в возрасте 70 лет принял должность подеста (мэра) городка Штаньель поблизости от места своего рождения. Он оставался мэром во время Второй мировой войны, используя знание немецкого языка, чтобы убедить немцев спасти жилые дома от разрушения. Тем не менее, монументальные укрепления, часть деревни и замка, которые он сам реставрировал в 1930-х годах, в конечном итоге были разрушены в сражениях между Вермахтом и словенскими партизанами. Сгорел и его дом в Кобдиле с богатым архивом.
С 1938 года и до своей смерти Максимилиан Фамиани был членом Управления по надзору за сохранностью памятников; в 1961 году был избран почётным членом Федерации югославских архитекторов.
В 1944 году Фабиани переехал обратно в Горицию, где он жил до своей смерти 12 августа 1962 года.
Существует история о том, что молодой Адольф Гитлер некоторое время работал в архитектурной фирме Макса Фабиани в Вене. Этот миф не подтверждён никакими источниками и, по всей видимости, был сфабрикован в 1966 году.
Фабиани был женат, имел двоих детей. Его сын Лоренцо Фабиани (1907—1973) был агрономом, журналистом и известным антифашистом.

## Архитектурное творчество
Макс Фабиани сформировал свои градостроительные идеи в период работы в венской мастерской Отто Вагнера. Первым масштабным архитектурным проектом Фабиани стал городской план Карниолана (исторический регион, герцогство словенских земель, ныне часть Любляны), который был разрушен землетрясением в апреле 1895 года. Фабиани выиграл конкурс у влиятельного архитектора и известного теоретика градостроительства Камилло Зитте и был выбран городским советом Любляны в качестве главного градостроителя. Одной из причин этого выбора было то, что словенские либеральные националисты считали Фабиани словенцем. Вторая причина заключалась в том, что Фабиани знал Любляну лучше, чем Зитте, и подготовил материально обоснованный план.
Архитектурную деятельность Фабиани в Вене можно разделить на два этапа: в ранних произведениях очевидно влияние Вагнера; в более поздних работах, таких как Дворец Палмерса (1911) и многоцелевое здание «Урания» (1909—1910) в Вене, или павильоны, построенные для Выставки немецко-чешской промышленности в Райхенберге (ныне Либерец, Чехословакия) в 1906 году, проявляются неоклассические тенденции. Фабиани также является автором важных работ в Триесте: «Отель Регина» (1902), Словенский общественный центр (1902—1904), Дом Бартоли (1905).
Особый интерес представляет его проект обустройства Карлскирхенплац в Вене (1899). В Италии Фабиани работал над планами Градиски (1920), расширения Гориции (1921) и всех соседних муниципалитетов, пострадавших в результате войны 1917—1922 годов. Его интерес к проекту судоходного канала Любляна-Гориция-Монфальконе был постоянным на протяжении всей жизни.

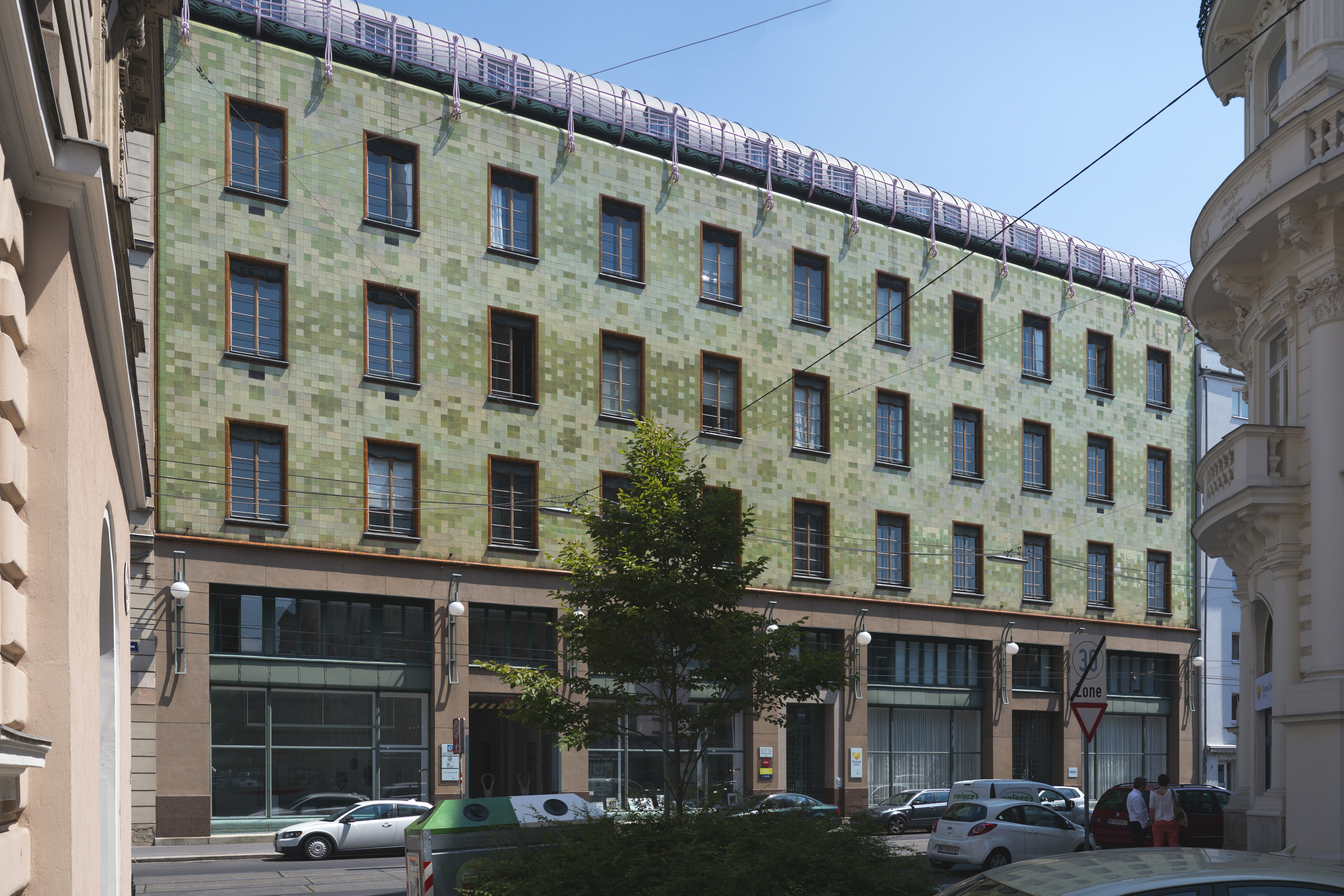
Доходный дом Портуа и Фикса. Вена, Австрия. 1899
Дом Криспер. Любляна. 1901
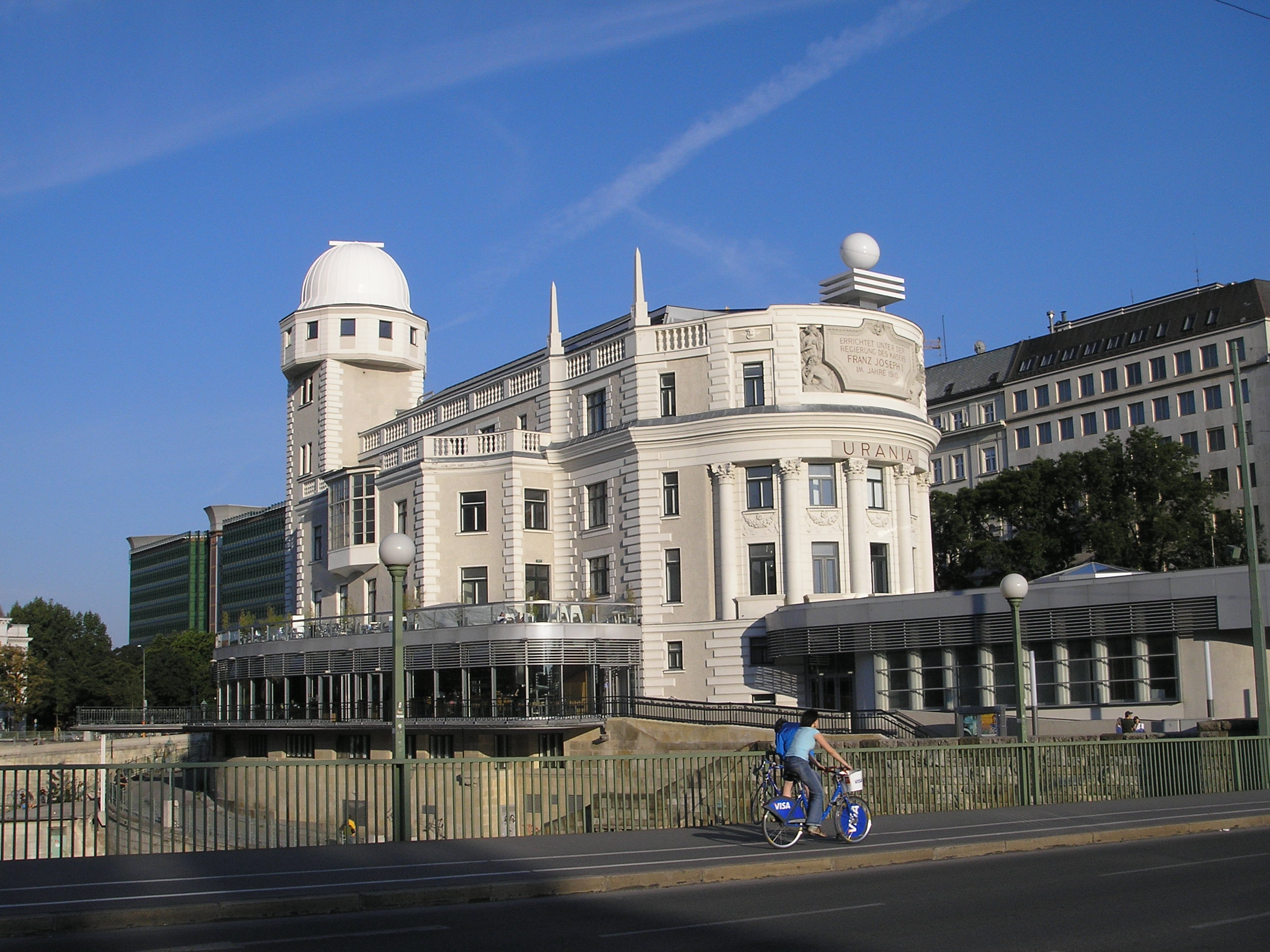
Народный образовательный центр «Урания». Вена. 1909–1910
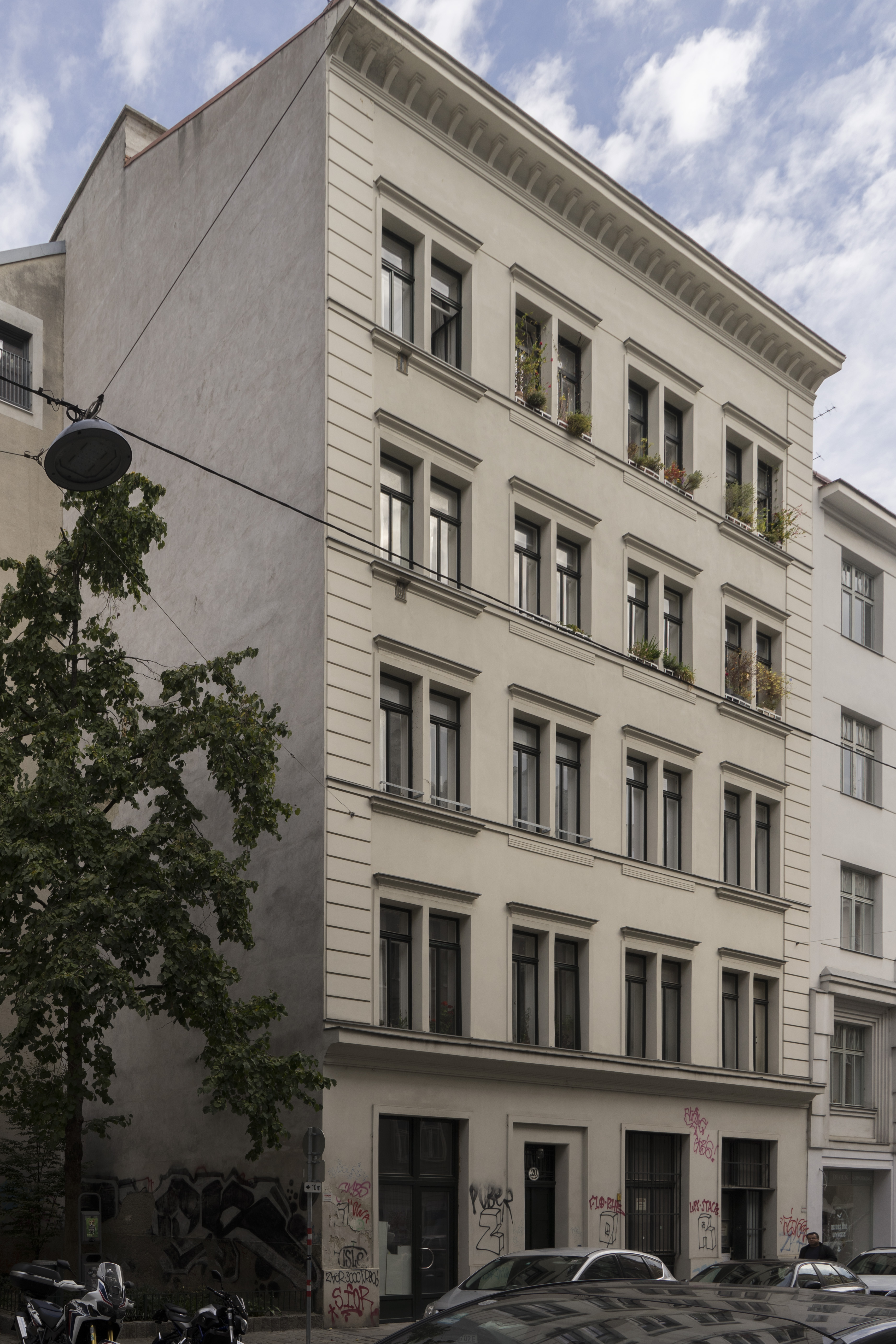
Доходный дом «Либертас». Вена. 1901
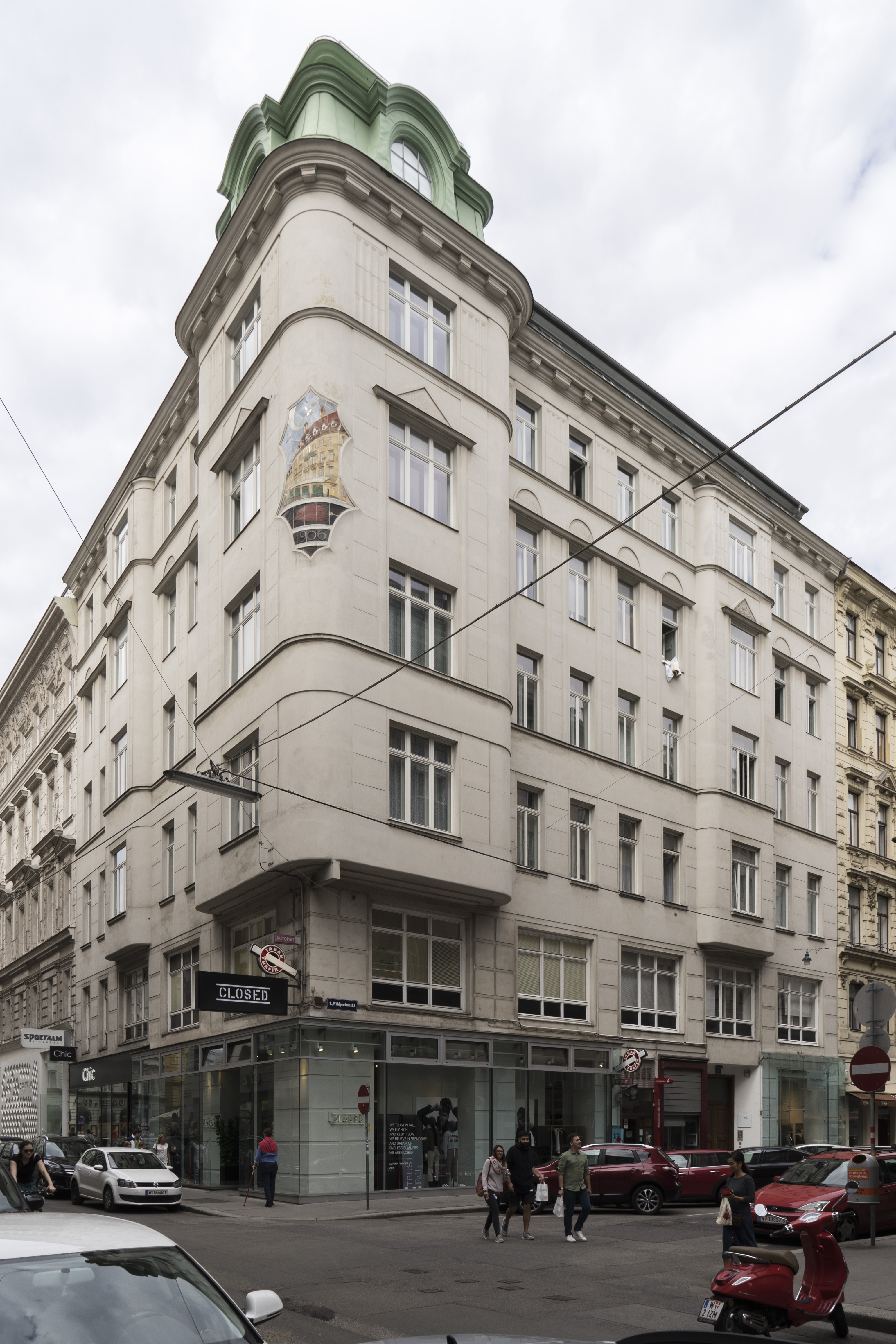
Доходный дом «У красного ёжика». Вена. 1905–1906